# Barr (gymnastik)

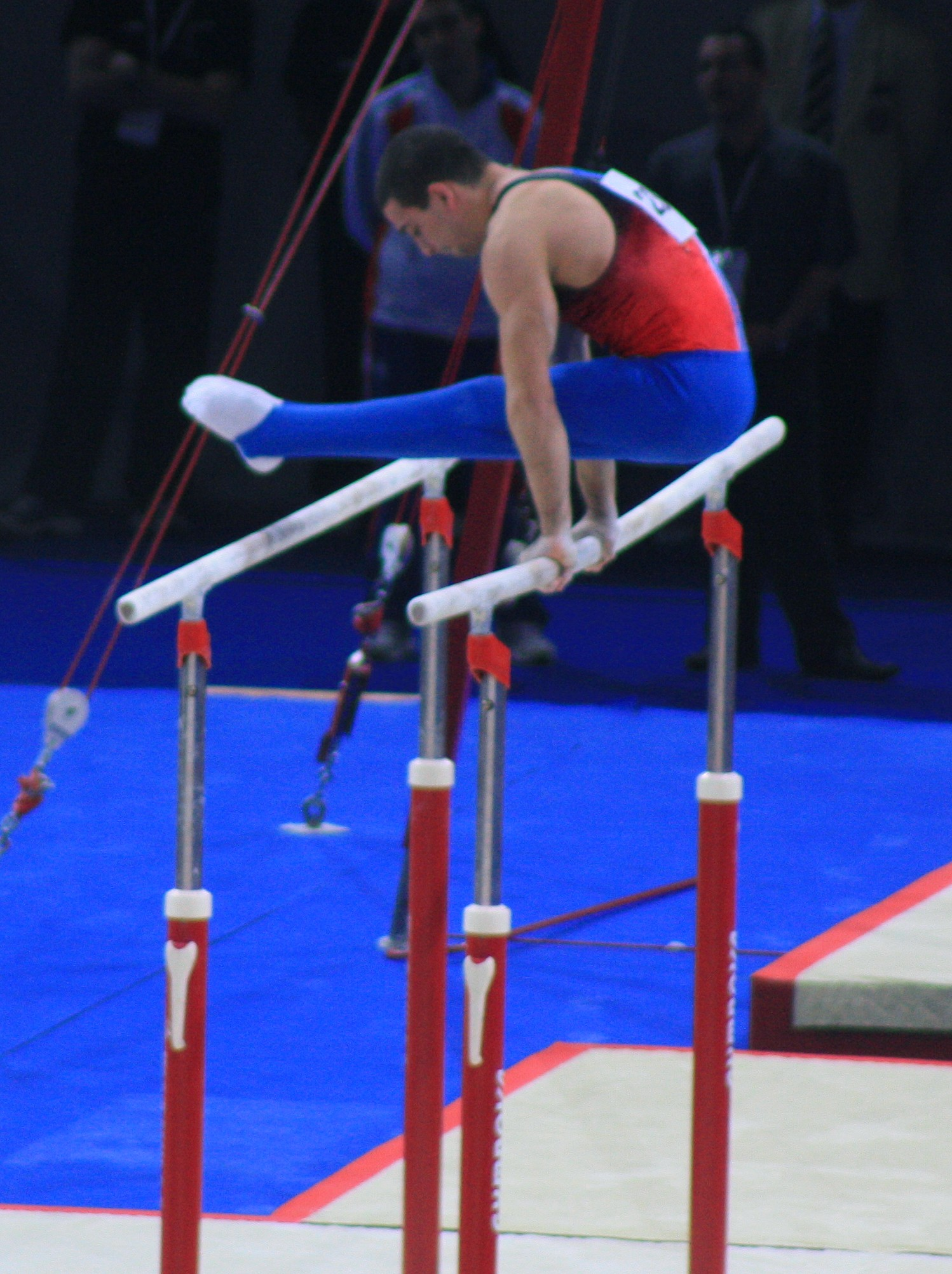
Yann Cucherat i en parallellbarr, 2010.

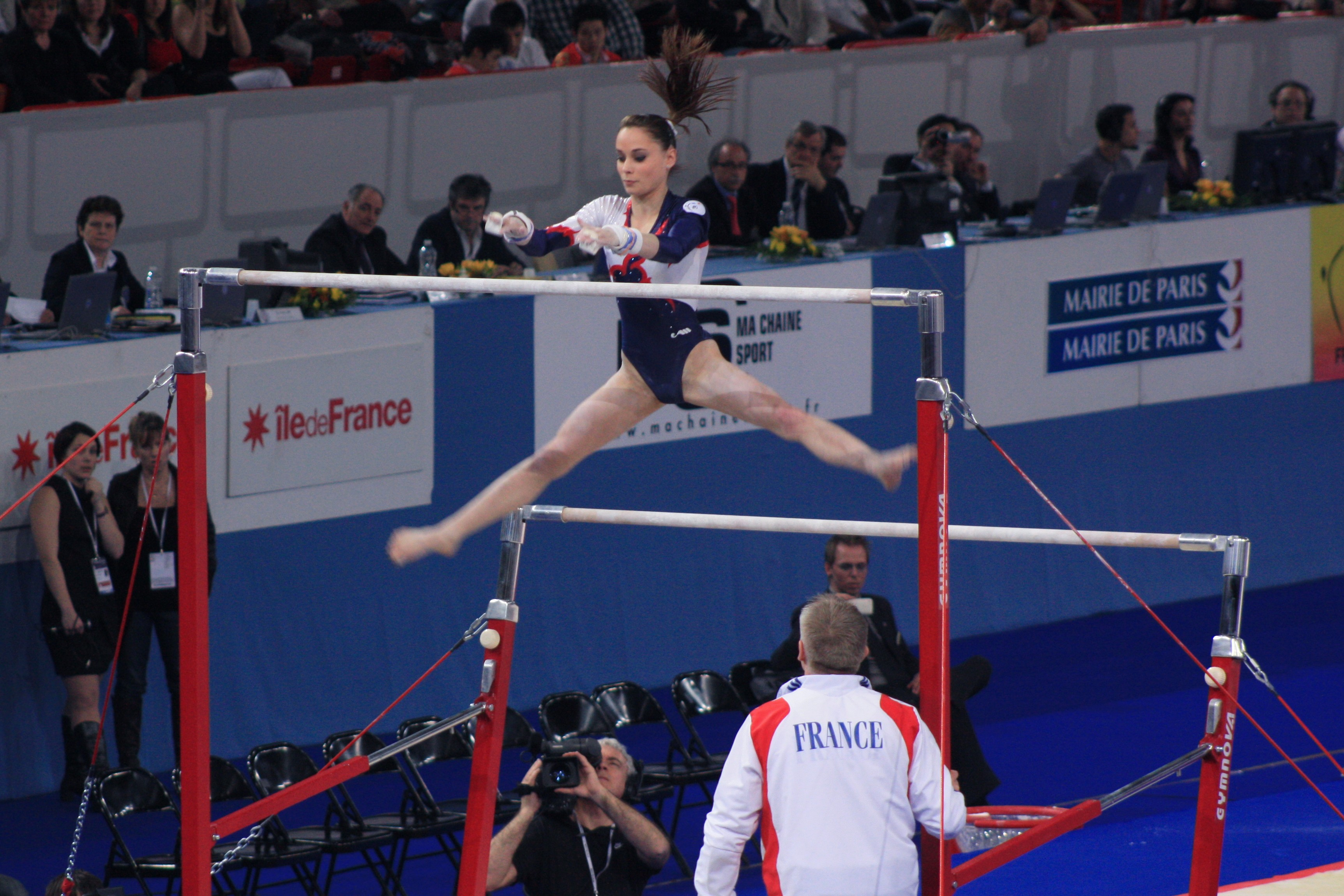
Pauline Morel i en dubbelbarr, 2010.

Barr är en av grenarna i artistisk gymnastik. Redskapet man tävlar i består av två parallella och horisontella räcken (kallade holmar). Grenen förekommer både på dam- och herrsidan, men skiljer sig åt genom att de två holmarna är placerade på olika höjd för damer och på samma höjd för herrar. Placeringen som damerna använder kallas dubbelbarr och herrarnas parallellbarr.
De övningar som en gymnast utför består bland annat av svingar, vändningar, handståenden, brytningar och förflyttningar från ena till andra holmen.
Barr används även för träning genom barrhävning, även kallad barrpress.

## Historik
Barr var ett av de redskap som togs fram av pionjären Friedrich Ludwig Jahn, som kallas den moderna gymnastikens fader. Det var då parallellbarren med holmarna på samma höjd. I en skrift av en fransman kallad Amoros från 1830-talet beskrivs en barr med holmarna på olika höjd, men det var ingenting som fick bredare användning. Som all idrott var sport framförallt en manlig fråga under 1800-talet, även om viss träning för kvinnor började rekommenderas av hälsoskäl. När kvinnorna började organisera tävlingar i slutet av 1800-talet använde de samma redskap som män. Vid de första moderna olympiska spelen 1896 ingick barr som en av gymnastikövningarna. I det första världsmästerskapet i artistisk gymnastik 1903, tävlingar som bara var öppna för män, ingick parallellbarr som ett av de obligatoriska momenten.
På 1920-talet tävlade kvinnorna i sju grenar, där ett av de obligatoriska momenten var parallellbarr. Världsmästerskapen 1934 var det första som damer fick delta i, och de tävlade i parallellbarr som obligatoriskt moment. I olympiska spelen 1936 introducerades dubbelbarren för kvinnor i olympiska sammanhang, de kunde då välja mellan det redskapet eller romerska ringar. I olympiska spelen 1952 blev dubbelbarren en egen gren i artistisk gymnastik för kvinnor.

### Damernas dubbelbarr
Att redskapet är annorlunda för kvinnor har motiverats med att parallellbarren kräver större styrka i överkroppen, att herrarna är starkare i överkroppen och deras insatser bedöms mer efter styrka och teknik. Medan damerna bedöms efter graciösa rörelser och flexibilitet, vilket hävdas vara svårare att åstadkomma på en parallellbarr.
På 1960 och 1970-talet kunde ett 30-sekunders utförande innehålla korta pauser med handstående, stående på barren eller hängande, men senare förväntades att utförandet sker i en kontinuerlig sekvens. Gymnasten är tvungen att använda båda holmarna och får inte göra mer än fem övningar i rad på samma holme. Ett utförande måste innehålla minst en avancerad övning i luften. Herrarna tävlar även i räck, vilket kan jämföras med en barr som bara har en smalare holme. Tidigare var det vanligt att gymnasten höll i den övre holmen och studsade på den nedre. De övningarna har helt försvunnit och luftövningarna i bytet mellan de olika holmarna har blivit mer avancerade och frekventare. Likheten med herrarnas räck förstärks också av att på dubbelbarren har avståndet mellan holmarna ökat och holmarna har gjorts smalare. I moderna tävlingar argumenteras därför för att utförandena på damernas dubbelbarr är fullt jämförbara med herrarnas övningar i räck, och att enda anledningen att behålla dubbelbarren är kravet att båda holmarna ska användas.
Olga Korbut, även kallad Sparven från Minsk, var en gymnast från Sovjetunionen som vann OS-guld 1972. Hon genomförde då bland annat en övning på dubbelbarren som började kallas "Korbut-flip". Den genomförs genom att gymnasten ställer sig på höga holmen, utför en bakåtvolt och fångar den höga holmen igen. Korbutflipen förbjöds kort efteråt för att den var alltför farlig att genomföra.
Nadia Comăneci var den första gymnasten att få full poäng, bara tior, av domarna på dubbelbarr. Det fick hon vid olympiska spelen 1976.